# Dungeon Defenders
Dungeon Defenders es un videojuego multijugador que combina los géneros rol de acción y tower defense, el cual está basado en una anterior demostración del motor Unreal Engine 3 bajo el título Dungeon Defense.Fue el primer videojuego publicado para sistemas Android e iOS en implementar el motor Unreal Engine 3.
El juego consiste en evitar que oleadas de enemigos destruyan un cristal de poder. El jugador se pone en la piel de unos pequeños aspirantes a héroe, que en ausencia de los verdaderos héroes deberán afrontar el reto de defender el cristal a toda costa. El héroe deberá construir, en solitario o en ayuda de otros jugadores mediante el uso de maná torres, trampas y obstáculos, así como disparar o golpear con diferentes armas a los enemigos para evitar que lleguen hasta el cristal de poder
El personaje puede equiparse diferentes partes de armadura con objetos que vaya ganando a medida que supera oleadas de enemigos. Estos objetos pueden ser mejorados con maná, otorgando diferentes bonificaciones al héroe.